# Kyle Bartley
Kyle Louis Bartley (* 22. Mai 1991 in Manchester) ist ein englischer Fußballspieler, der seit 2018 bei West Bromwich Albion unter Vertrag steht.

## Karriere

### Verein
Kyle Bartley wurde in Manchester geboren und ging im Alter von 14 Jahren zu den Bolton Wanderers. Am 31. Juli 2007 wechselte er in die Jugendakademie des FC Arsenal. Mit dem Akademieteam gewann er den FA Youth Cup 2008/09.
Am 9. Dezember 2009 war der FC Arsenal in Gruppe H schon für das Achtelfinale der UEFA Champions League 2009/10 qualifiziert. Daher setzte Trainer Arsène Wenger für das letzte Gruppenspiel gegen Olympiakos Piräus viele junge Eigengewächse aus der Reservemannschaft ein. So kam er zu seinem ersten Profispiel, das er über die vollen 90 Minuten bestritt. Im Februar 2010 wurde bis zum Saisonende an Sheffield United verliehen, um die Abwehr der „Blades“ zu verstärken. Dort wurde er regelmäßig eingesetzt und absolvierte, bis er zum FC Arsenal zurückkehrte, 14 Spiele.
Zur Saison 2010/11 wurde er für eine Saison wieder an Sheffield United ausgeliehen. Im September brach er sich nach einem Zusammenstoß mit Nottingham Forest Stürmer Dele Adebola einen Wangenknochen. Nachdem er einige Monate ausgefallen war, konnte er sich seinen Platz in der Mannschaft zurückerobern, bis im Januar 2011 mit Neill Collins ein neuer Trainer an die Bramall Lane kam. Daraufhin bat Bartley, Sheffield verlassen zu können, da er um seinen Stammplatz fürchtete. Die Vereinsführung kam seiner Bitte nach und er wurde am letzten Tag des Wintertransferfensters an den schottischen Klub Glasgow Rangers verliehen. Am 6. März 2011 erzielte er beim 1:0-Sieg über den FC St. Mirren sein erstes Tor für die Rangers und damit auch sein allererstes Tor überhaupt.
Nach einer Bänderverletzung, die ihn für den Rest der Saison außer Gefecht setzte, kehrte er zum FC Arsenal zurück. Die Rangers entschieden sich für eine weitere Einjahresleihe.
Zur Saison 2012/13 wechselte Bartley zu Swansea City. Bei seinem neuen Arbeitgeber unterschrieb er einen Drei-Jahres-Vertrag bis zum 30. Juni 2015. Mit Swansea gewann er den League Cup 2012/13.
Am 2. Juli 2013 wurde er für ein Jahr an Birmingham City ausgeliehen. Nach 17 Ligaspielen und drei Treffern in der Football League Championship kehrte er zur Saison 2014/15 zu Swansea City zurück.

### Nationalmannschaft
Am 9. November 2006 absolvierte er für die englische U-16-Nationalmannschaft gegen Nordirland sein erstes Länderspiel. Bis zum 28. April 2007 kamen noch vier Länderspiele dazu. Im Jahr 2008 bestritt er in der Zeitspanne zwischen Februar und März drei Länderspiele für die U-17-Auswahl.

## Titel und Erfolge
FC Arsenal
- Premier Academy League: 2008/09
- FA Youth Cup: 2008/09

Swansea City
- League Cup 2012/13